# Natação no Campeonato Europeu de Esportes Aquáticos de 2014 - 4x100 m medley masculino
A prova do revezamento 4x100 metros medley masculino da natação no Campeonato Europeu de Esportes Aquáticos de 2014 ocorreu no dia 24 de agosto em Berlim, na Alemanha. 

## Calendário
| Fase          | Data         | Hora  |
| ------------- | ------------ | ----- |
| Eliminatórias | 24 de agosto | 10:25 |
| Final         | 24 de agosto | 17:20 |

Todos os horários estão no horário local (UTC+1)

## Recordes
Antes desta competição, os recordes eram os seguintes:
| Recorde mundial       | Estados Unidos | 3:27.28 | Roma      | 2 de agosto de 2009  |
| Recorde europeu       | Alemanha       | 3:28.58 | Roma      | 2 de agosto de 2009  |
| Recorde do campeonato | França         | 3:31.32 | Budapeste | 15 de agosto de 2010 |

## Medalhistas
| Ouro                                                                       | Prata                                                                           | Bronze                                                              |
| Reino Unido · Chris Walker-Hebborn · Adam Peaty · Adam Barrett · Ben Proud | França · Jérémy Stravius · Giacomo Perez-Dortona · Mehdy Metella · Fabien Gilot | Hungria · László Cseh · Dániel Gyurta · Bence Pulai · Dominik Kozma |

## Resultados

### Eliminatórias
Esses foram os resultados das eliminatórias. 
| Pos. | Bateria | Raia | Nacionalidade | Nadadores | Tempo   | Notas |
| ---- | ------- | ---- | ------------- | --- | ------- | ----- |
| 1    | 2       | 6    | França        | Benjamin Stasiulis (55.00) Giacomo Perez-Dortona (59.35) Mehdy Metella (51.47) Gregory Mallet (48.83)         | 3:34.65 | Q     |
| 2    | 2       | 3    | Hungria       | László Cseh (54.28) Dániel Gyurta (59.59) Bence Pulai (52.67) Dominik Kozma (48.35)                           | 3:34.89 | Q     |
| 3    | 2       | 1    | Alemanha      | Christian Deiner (54.55) Marco Koch (1:00.38) Steffen Deibler (52.20) Markus Deibler (49.30)                  | 3:36.43 | Q     |
| 4    | 2       | 2    | Reino Unido   | Chris Walker-Hebborn (54.82) Ross Murdoch (59.48) Adam Barrett (52.85) Stephen Milne (49.67)                  | 3:36.82 | Q     |
| 5    | 1       | 5    | Rússia        | Nikita Ulyanov (55.55) Ilya Khomenko (1:01.59) Evgeny Korotyshkin (51.67) Sergey Fesikov (48.63)              | 3:37.44 | Q     |
| 6    | 2       | 7    | Polónia       | Radoslaw Kawecki (55.34) Mikolaj Machnik (1:01.07) Pawel Korzeniowski (52.34) Kacper Majchrzak (49.12)        | 3:37.87 | Q     |
| 7    | 2       | 8    | Lituânia      | Danas Rapsys (55.56) Giedrius Titenis (1:00.38) Tadas Duskinas (53.18) Mindaugas Sadauskas (49.41)            | 3:38.53 | Q     |
| 8    | 1       | 1    | Países Baixos | Bastiaan Lijesen (56.60) Bram Dekker (1:02.68) Joeri Verlinden (51.76) Sebastiaan Verschuren (48.16)          | 3:39.20 | Q     |
| 9    | 2       | 4    | Sérvia        | Petar Petrovic (56.96) Caba Siladji (1:00.38) Ivan Lendjer (52.18) Radovan Siljevski (49.81)                  | 3:39.33 |       |
| 10   | 1       | 7    | Itália        | Niccolo Bonacchi (57.45) Andrea Toniato (1:00.93) Matteo Rivolta (52.82) Luca Dotto (48.74)                   | 3:39.94 |       |
| 11   | 2       | 5    | Israel        | David Gamburg (55.28) Yaron Shagalov (1:01.76) Tom Kremer (53.61) Alexi Konovalov (50.07)                     | 3:40.72 |       |
| 12   | 1       | 6    | Suécia        | Mattias Carlsson (55.84) Erik Persson (1:02.46) Simon Sjoedin (53.26) Christoffer Carlsen (49.22)             | 3:40.78 |       |
| 13   | 2       | 0    | Grécia        | Andreas Vazaios (56.68) Ioannis Karpouzlis (1:01.98) Stefanos Dimitriadis (53.82) Christos Katrantzis (49.09) | 3:41.57 |       |
| 14   | 1       | 3    | Chéquia       | Martin Badura (56.79) Petr Barturek (1:02.37) Tomas Havranek (55.14) Martin Verner (49.31)                    | 3:43.61 |       |
| 15   | 1       | 8    | Portugal      | Pedro Oliveira (55.95) Carlos Almeida (1:03.79) Nuno Quintanilha (54.15) Diogo Carvalho (50.63)               | 3:44.52 |       |
| 16   | 1       | 0    | Luxemburgo    | Jean-François Schneiders (57.04) Laurent Carnol (1:01.58) Raphael Stacchiotti (55.60) Julien Henx (50.96)     | 3:45.18 |       |
| 17   | 1       | 2    | Turquia       | Doruk Tekin (56.85) Alpkan Ornek (1:03.57) Baskalov Iskender (55.12) Doga Celik (51.96)                       | 3:47.50 |       |
| —    | 1       | 4    | Suíça         | |         | DNS   |

### Final
Esse foi o resultado da final. 
| Pos.              | Raia | Nacionalidade | Nadadores                                                                                                | Tempo   | Notas |
| ----------------- | ---- | ------------- | --- | ------- | ----- |
| Medalha de ouro   | 6    | Reino Unido   | Chris Walker-Hebborn (54.04) Adam Peaty (58.55) Adam Barrett (50.69) Ben Proud (48.45)                   | 3:31.73 |       |
| Medalha de prata  | 4    | França        | Jeremy Stravius (53.79) Giacomo Perez-Dortona (1:00.04) Mehdy Metella (51.22) Fabien Gilot (47.42)       | 3:32.47 |       |
| Medalha de bronze | 5    | Hungria       | László Cseh (54.38) Dániel Gyurta (59.64) Bence Pulai (52.01) Dominik Kozma (47.08)                      | 3:33.11 |       |
| 4                 | 3    | Alemanha      | Jan-Philip Glania (54.40) Marco Koch (59.43) Steffen Deibler (51.68) Paul Biedermann (48.41)             | 3:33.92 |       |
| 5                 | 2    | Rússia        | Vladimir Morozov (54.68) Andrey Nikolaev (1:00.49) Nikita Konovalov (51.54) Alexander Sukhorukov (47.52) | 3:34.23 |       |
| 6                 | 7    | Polónia       | Radoslaw Kawecki (54.86) Mikolaj Machnik (1:00.68) Pawel Korzeniowski (51.75) Konrad Czerniak (47.22)    | 3:34.51 |       |
| 7                 | 1    | Lituânia      | Danas Rapsys (54.86) Giedrius Titenis (59.61) Tadas Duskinas (52.67) Mindaugas Sadauskas (49.04)         | 3:36.18 |       |
| 8                 | 8    | Países Baixos | Bastiaan Lijesen (56.13) Bram Dekker (1:01.66) Joeri Verlinden (51.63) Sebastiaan Verschuren (48.43)     | 3:37.85 |       |

Legenda
| Recorde mundial       | Recorde mundial (World record)               |                       | Recorde africano                      | Recorde africano (African) |                                           | Q | Classificado por posição (Qualified) |
| Recorde do campeonato | Recorde do campeonato (Championship record)  | Recorde da América    | Recorde da América (Americas)         | q                          | Classificado por melhor tempo (Qualified) |   |                                      |
| Melhor marca do ano   | Melhor marca do ano (World leading)          | Recorde asiático      | Recorde asiático (Asian)              | DNS                        | Não largou (Did not start)                |   |                                      |
| Recorde nacional      | Recorde nacional (National record)           | Recorde europeu       | Recorde europeu (European)            | DNF                        | Não terminou (Did not finish)             |   |                                      |
| Recorde pessoal       | Recorde pessoal do atleta (Personal best)    | Recorde da Oceania    | Recorde da Oceania (Oceania)          | DSQ / DQ                   | Desclassificado (Disqualified)            |   |                                      |
| Recorde da temporada  | Recorde da temporada do atleta (Season best) | Recorde sul-americano | Recorde sul-americano (South America) | NM                         | Sem marca (No mark)                       |   |                                      |